# Biatlo nos Jogos Olímpicos de Inverno de 1994
O biatlo nos Jogos Olímpicos de Inverno de 1994 consistiu de seis eventos realizados no Birkebeineren Skistadion, em Lillehammer, na Noruega.
O revezamento feminino passou a ser composto por quatro atletas ao invés de três como na edição anterior.

## Medalhistas
Masculino
| Evento                        | Ouro                                                          | Prata                                                                        | Bronze                                                                         |
| ----------------------------- | ------------------------------------------------------------- | ---------------------------------------------------------------------------- | ------------------------------------------------------------------------------ |
| Velocidade 10 km detalhes     | Sergey Tchepikov RUS Rússia                                   | Ricco Groß GER Alemanha                                                      | Sergey Tarasov RUS Rússia                                                      |
| Individual 20 km detalhes     | Sergey Tarasov RUS Rússia                                     | Frank Luck GER Alemanha                                                      | Sven Fischer GER Alemanha                                                      |
| Revezamento 4x7,5 km detalhes | Ricco Groß Frank Luck Mark Kirchner Sven Fischer GER Alemanha | Valeri Kirienko Vladimir Dratchev Sergey Tarasov Sergey Tchepikov RUS Rússia | Thierry Dusserre Patrice Bailly-Salins Lionel Laurent Hervé Flandin FRA França |

Feminino
| Evento                        | Ouro                                                                        | Prata                                                                          | Bronze                                                                    |
| ----------------------------- | --------------------------------------------------------------------------- | ------------------------------------------------------------------------------ | ------------------------------------------------------------------------- |
| Velocidade 7,5 km detalhes    | Myriam Bédard CAN Canadá                                                    | Svetlana Paramyguina BLR Bielorrússia                                          | Valentina Tserbe UKR Ucrânia                                              |
| Individual 15 km detalhes     | Myriam Bédard CAN Canadá                                                    | Anne Briand FRA França                                                         | Uschi Disl GER Alemanha                                                   |
| Revezamento 4x7,5 km detalhes | Nadezhda Talanova Nataliya Snytina Luiza Noskova Anfisa Reztsova RUS Rússia | Uschi Disl Antje Misersky Petra Schaaf Simone Greiner-Petter-Memm GER Alemanha | Corinne Niogret Véronique Claudel Delphyne Heymann Anne Briand FRA França |

## Quadro de medalhas
| Ordem | País             | Medalha de ouro | Medalha de prata | Medalha de bronze |    |
| ----- | ---------------- | --------------- | ---------------- | ----------------- | -- |
| 1     | RUS Rússia       | 3               | 1                | 1                 | 5  |
| 2     | CAN Canadá       | 2               |                  |                   | 2  |
| 3     | GER Alemanha     | 1               | 3                | 2                 | 6  |
| 4     | FRA França       |                 | 1                | 2                 | 3  |
| 5     | BLR Bielorrússia |                 | 1                |                   | 1  |
| 6     | UKR Ucrânia      |                 |                  | 1                 | 1  |
| TOTAL | TOTAL            | 6               | 6                | 6                 | 18 |